# Montgazin
Montgazin est une commune française située dans le centre du département de la Haute-Garonne en région Occitanie.
Sur le plan historique et culturel, la commune est dans le Volvestre, constitué des vallées de l'Arize et du Volp, proche de la vallée de la Garonne, situé au sud de Toulouse et en partie nord du Couserans. Exposée à un climat océanique altéré, elle est drainée par l'Aunat, la Criquonne et par divers autres petits cours d'eau.
Montgazin est une commune rurale qui compte 166 habitants en 2022, après avoir connu un pic de population de 385 habitants en 1836. Elle fait partie de l'aire d'attraction de Toulouse..
Ses habitants sont appelés les Montgazinois

## Géographie

### Localisation
La commune de Montgazin se trouve dans le département de la Haute-Garonne, en région Occitanie.
Elle se situe à 35 km à vol d'oiseau de Toulouse, préfecture du département, à 17 km de Muret, sous-préfecture, et à 15 km d'Auterive, bureau centralisateur du canton d'Auterive dont dépend la commune depuis 2015 pour les élections départementales.
La commune fait en outre partie du bassin de vie de Lézat-sur-Lèze.
Les communes les plus proches sont : 
Saint-Sulpice-sur-Lèze (2,6 km), Lacaugne (3,7 km), Capens (4,7 km), Marquefave (4,8 km), Lézat-sur-Lèze (5,1 km), Montaut (5,3 km), Noé (5,5 km), Carbonne (7,0 km).
Sur le plan historique et culturel, Montgazin fait partie du Volvestre, constitué des vallées de l'Arize et du Volp, proche de la vallée de la Garonne, situé au sud de Toulouse et en partie nord du Couserans.
Montgazin est limitrophe de cinq autres communes dont une dans le département de l'Ariège.
Les communes limitrophes sont Lézat-sur-Lèze, Lacaugne, Marquefave, Montaut et Saint-Sulpice-sur-Lèze.
|            | Montaut   | Saint-Sulpice-sur-Lèze  |
| Marquefave | Montgazin |                         |
| Lacaugne   |           | Lézat-sur-Lèze (Ariège) |

### Géologie et relief
La superficie de la commune est de 689 hectares ; son altitude varie de 205  à   292 mètres.

### Hydrographie

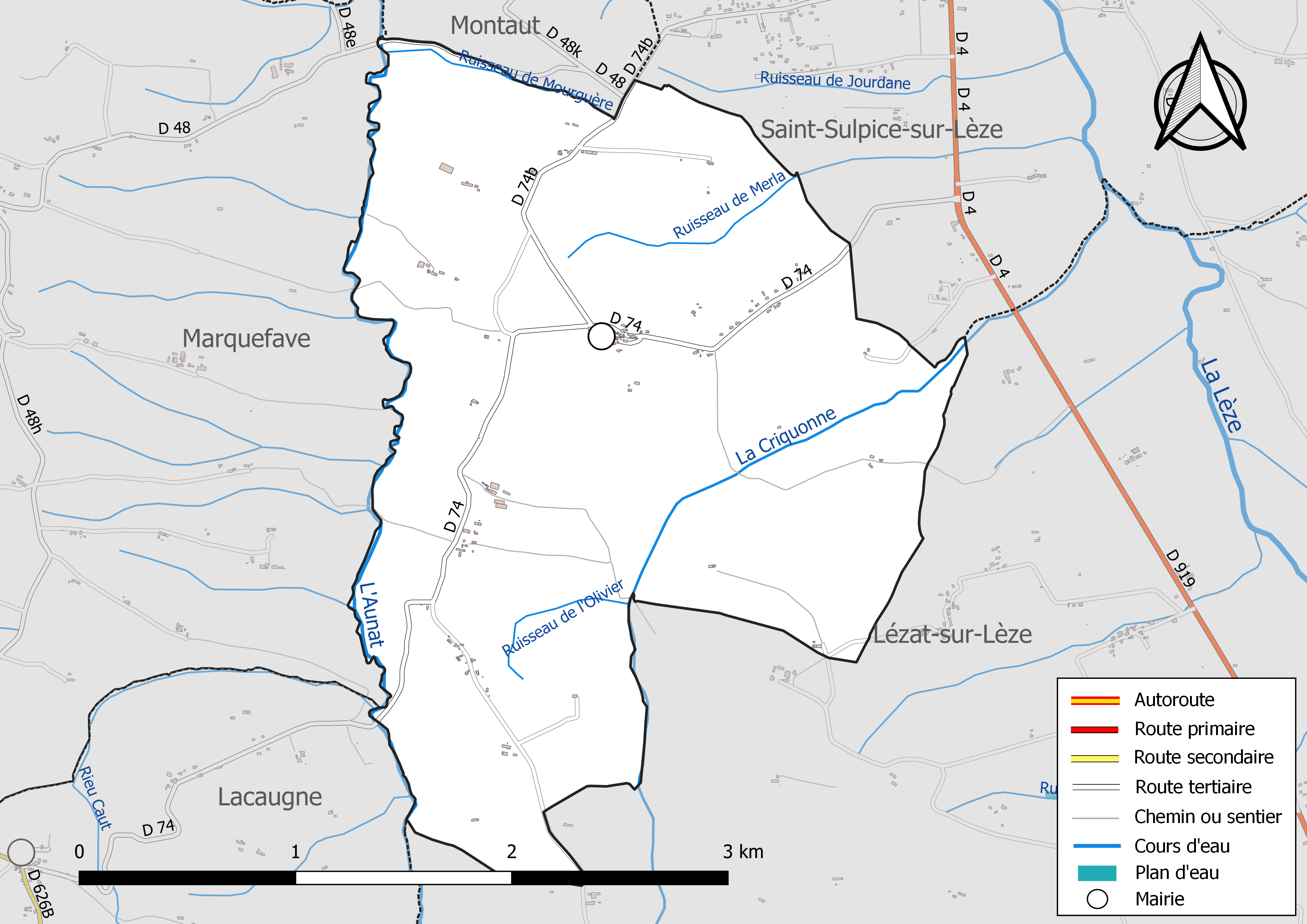
Réseaux hydrographique et routier de Montgazin.

La commune est dans le bassin de la Garonne, au sein du bassin hydrographique Adour-Garonne. Elle est drainée par l'Aunat, la Criquonne, Rieu Caut, le ruisseau de l'Olivier, le ruisseau de Merla, le ruisseau de Mourguère et par divers petits cours d'eau, constituant un réseau hydrographique de 8 km de longueur totale,.
L'Aunat, d'une longueur totale de 21,7 km, prend sa source dans la commune de Sieuras (09) et s'écoule vers le nord. Il traverse la commune et se jette dans la Garonne à Montaut, après avoir traversé 13 communes.

### Climat
Pour des articles plus généraux, voir Climat de l'Occitanie et Climat de la Haute-Garonne.
En 2010, le climat de la commune est de type climat du Bassin du Sud-Ouest, selon une étude s'appuyant sur une série de données couvrant la période 1971-2000. En 2020, Météo-France publie une typologie des climats de la France métropolitaine dans laquelle la commune est exposée à un climat océanique altéré et est dans la région climatique Aquitaine, Gascogne, caractérisée par une pluviométrie abondante au printemps, modérée en automne, un faible ensoleillement au printemps, un été chaud (19,5 °C), des vents faibles, des brouillards fréquents en automne et en hiver et des orages fréquents en été (15 à 20 jours).
Pour la période 1971-2000, la température annuelle moyenne est de 12,9 °C, avec une amplitude thermique annuelle de 15,5 °C. Le cumul annuel moyen de précipitations est de 756 mm, avec 9,4 jours de précipitations en janvier et 5,6 jours en juillet. Pour la période 1991-2020, la température moyenne annuelle observée sur la station météorologique la plus proche, située sur la commune de Lherm à 15 km à vol d'oiseau, est de 13,6 °C et le cumul annuel moyen de précipitations est de 620,4 mm,. Pour l'avenir, les paramètres climatiques de la commune estimés pour 2050 selon différents scénarios d’émission de gaz à effet de serre sont consultables sur un site dédié publié par Météo-France en novembre 2022.

### Milieux naturels et biodiversité
Aucun espace naturel présentant un intérêt patrimonial n'est recensé sur la commune dans l'inventaire national du patrimoine naturel,,.

## Urbanisme

### Typologie
Au 1er janvier 2024, Montgazin est catégorisée commune rurale à habitat très dispersé, selon la nouvelle grille communale de densité à sept niveaux définie par l'Insee en 2022.
Elle est située hors unité urbaine. Par ailleurs la commune fait partie de l'aire d'attraction de Toulouse, dont elle est une commune de la couronne,. Cette aire, qui regroupe 527 communes, est catégorisée dans les aires de 700 000 habitants ou plus (hors Paris),.

### Occupation des sols
L'occupation des sols de la commune, telle qu'elle ressort de la base de données européenne d’occupation biophysique des sols Corine Land Cover (CLC), est marquée par l'importance des territoires agricoles (100 % en 2018), une proportion identique à celle de 1990 (100 %). La répartition détaillée en 2018 est la suivante : 
terres arables (78,1 %), zones agricoles hétérogènes (18,9 %), prairies (3 %). L'évolution de l’occupation des sols de la commune et de ses infrastructures peut être observée sur les différentes représentations cartographiques du territoire : la carte de Cassini (XVIIIe siècle), la carte d'état-major (1820-1866) et les cartes ou photos aériennes de l'IGN pour la période actuelle (1950 à aujourd'hui).

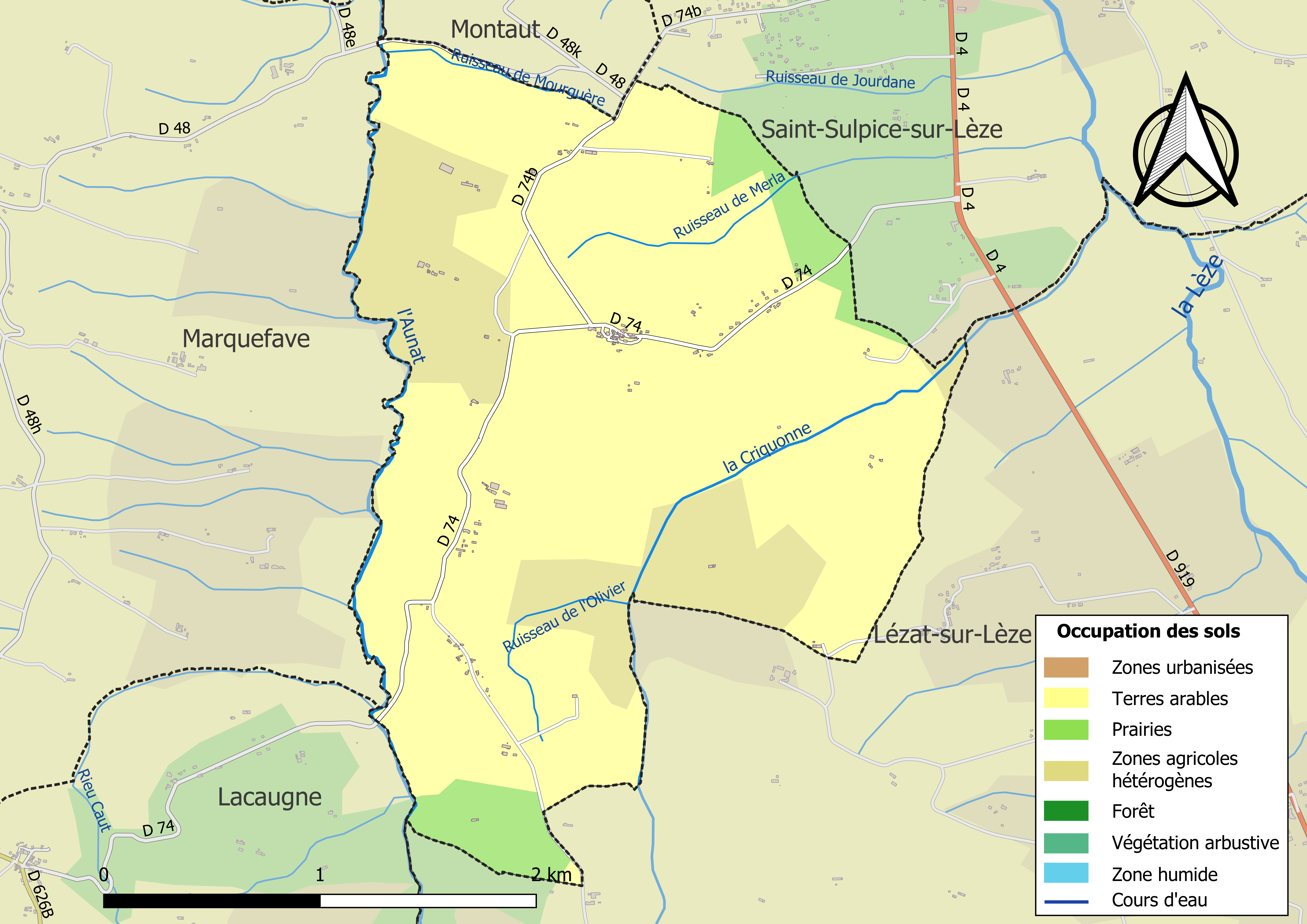
Carte des infrastructures et de l'occupation des sols de la commune en 2018 (CLC).

### Voies de communication et transports
Accès avec les routes départementales D 74 et D 48.

### Risques majeurs
Le territoire de la commune de Montgazin est vulnérable à différents aléas naturels : météorologiques (tempête, orage, neige, grand froid, canicule ou sécheresse) et séisme (sismicité faible). Un site publié par le BRGM permet d'évaluer simplement et rapidement les risques d'un bien localisé soit par son adresse soit par le numéro de sa parcelle.

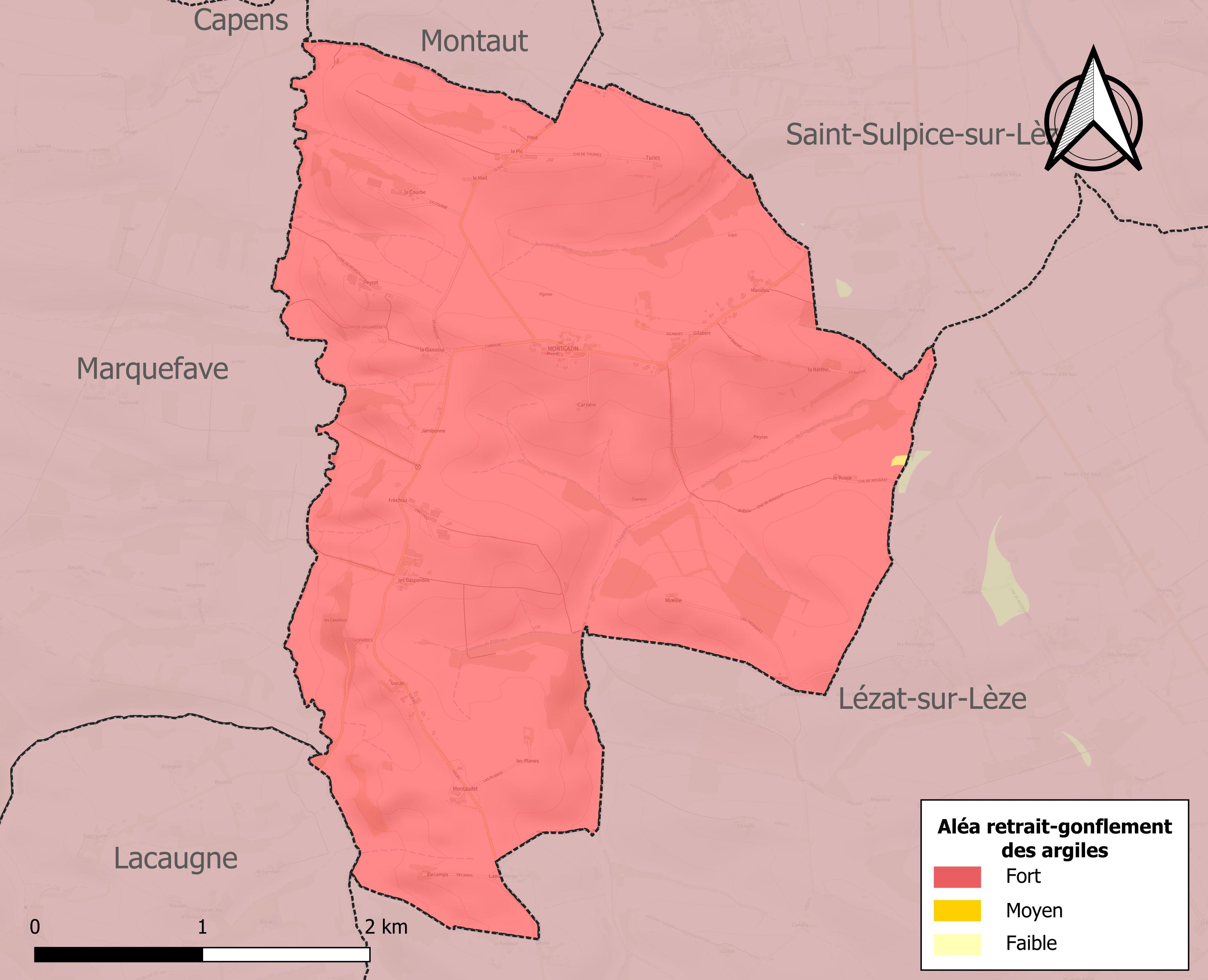
Carte des zones d'aléa retrait-gonflement des sols argileux de Montgazin.

Le retrait-gonflement des sols argileux est susceptible d'engendrer des dommages importants aux bâtiments en cas d’alternance de périodes de sécheresse et de pluie. La totalité de la commune est en aléa moyen ou fort (88,8 % au niveau départemental et 48,5 % au niveau national). Sur les 75 bâtiments dénombrés sur la commune en 2019, 75 sont en aléa moyen ou fort, soit 100 %, à comparer aux 98 % au niveau départemental et 54 % au niveau national. Une cartographie de l'exposition du territoire national au retrait gonflement des sols argileux est disponible sur le site du BRGM,.
Par ailleurs, afin de mieux appréhender le risque d’affaissement de terrain, l'inventaire national des cavités souterraines permet de localiser celles situées sur la commune.
Concernant les mouvements de terrains, la commune a été reconnue en état de catastrophe naturelle au titre des dommages causés par la sécheresse en 2003 et par des mouvements de terrain en 1999.

## Histoire
À partir du moyen Âge jusqu'à sa disparition en 1790 pendant la Révolution française, Montgazin faisait partie du diocèse de Rieux

## Politique et administration

### Administration municipale
Le nombre d'habitants au recensement de 2011 étant compris entre 100 et 499, le nombre de membres du conseil municipal pour l'élection de 2014 est de onze,.

### Rattachements administratifs et électoraux
Commune faisant partie de la septième circonscription de la Haute-Garonne de la communauté de communes du Volvestre et du canton d'Auterive (avant le redécoupage départemental de 2014, Montgazin faisait partie de l'ex-canton de Carbonne).

### Liste des maires
| Période                                  | Période  | Identité       | Étiquette | Qualité  |
| ---------------------------------------- | -------- | -------------- | --------- | -------- |
| avant 1988                               | ?        | Louis Labeille |           |          |
| 1992                                     | 2017     | Paul Bénazet   | DVG       | Retraité |
| 2017                                     | En cours | Chantal Gilama |           |          |
| Les données manquantes sont à compléter. |          |                |           |          |

## Population et société

### Démographie
| 1793 | 1800 | 1806 | 1821 | 1831 | 1836 | 1841 | 1846 | 1851 |
| ---- | ---- | ---- | ---- | ---- | ---- | ---- | ---- | ---- |
| 344  | 345  | 324  | 333  | 377  | 385  | 382  | 340  | 367  |

| 1856 | 1861 | 1866 | 1872 | 1876 | 1881 | 1886 | 1891 | 1896 |
| ---- | ---- | ---- | ---- | ---- | ---- | ---- | ---- | ---- |
| 354  | 375  | 353  | 337  | 292  | 292  | 284  | 283  | 266  |

| 1901 | 1906 | 1911 | 1921 | 1926 | 1931 | 1936 | 1946 | 1954 |
| ---- | ---- | ---- | ---- | ---- | ---- | ---- | ---- | ---- |
| 229  | 244  | 216  | 178  | 195  | 145  | 146  | 144  | 154  |

| 1962 | 1968 | 1975 | 1982 | 1990 | 1999 | 2005 | 2006 | 2010 |
| ---- | ---- | ---- | ---- | ---- | ---- | ---- | ---- | ---- |
| 175  | 162  | 133  | 122  | 125  | 151  | 171  | 170  | 165  |

| 2015 | 2020 | 2022 | - | - | - | - | - | - |
| ---- | ---- | ---- | - | - | - | - | - | - |
| 194  | 169  | 166  | - | - | - | - | - | - |

| selon la population municipale des années : | 1968 | 1975 | 1982 | 1990 | 1999 | 2006 | 2009 | 2013 |
| Rang de la commune dans le département      | 320  | 335  | 397  | 431  | 388  | 405  | 416  | 414  |
| Nombre de communes du département           | 592  | 582  | 586  | 588  | 588  | 588  | 589  | 589  |

## Culture locale et patrimoine

### Lieux et monuments

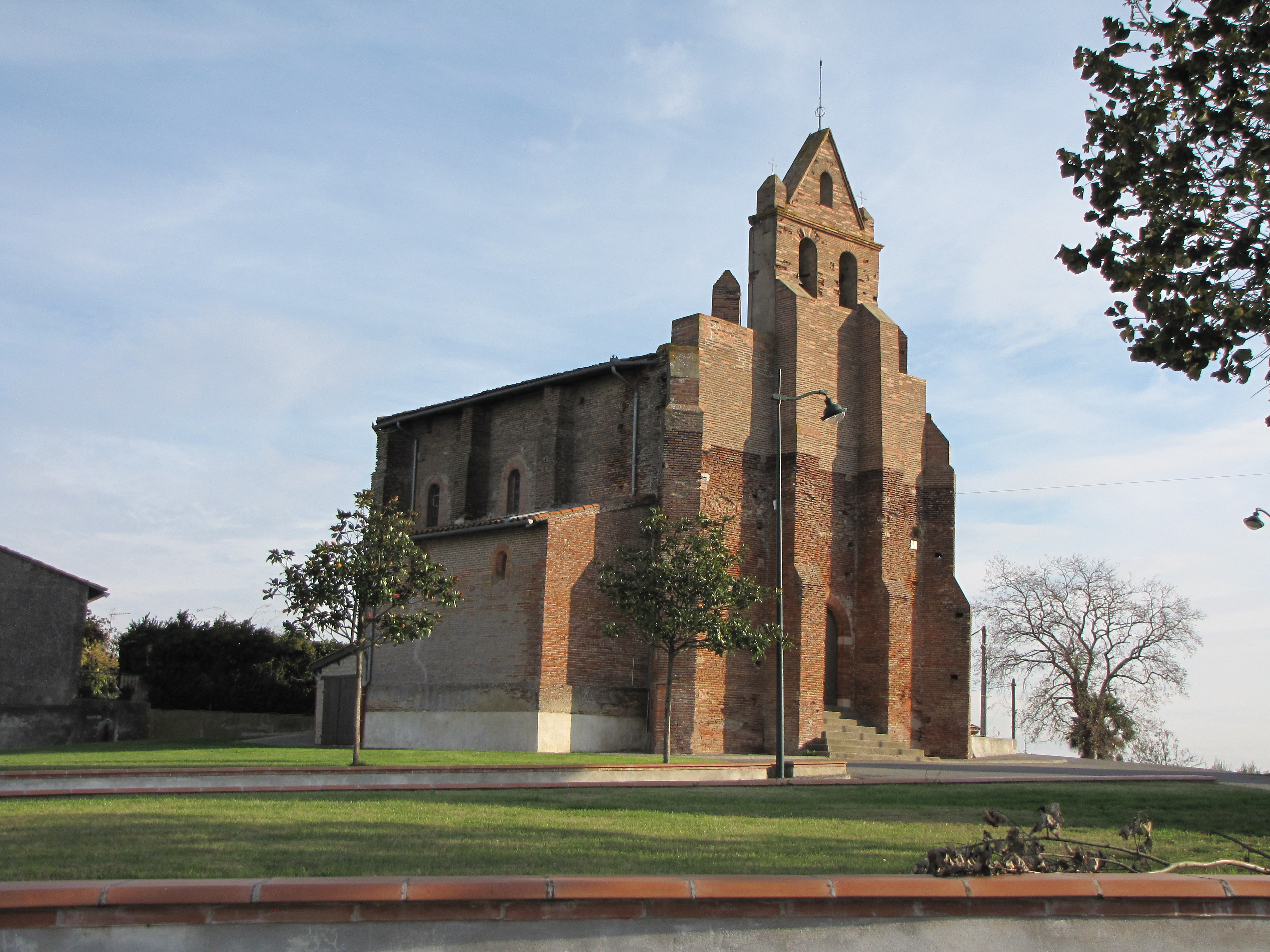
Église de Montgazin.

- Église Sainte-Catherine son clocher-mur et ses (cloches qui datent de 1523 et 1533).

### Enseignement
Montgazin fait partie de l'académie de Toulouse.
L'éducation se fait sur la commune de Noé jusqu'au Collège (service de car scolaire).

### Écologie et recyclage
La collecte et le traitement des déchets des ménages et des déchets assimilés ainsi que la protection et la mise en valeur de l'environnement se font dans le cadre de la communauté de communes du Volvestre.
Il existe une déchèterie sur la commune de Carbonne en limite de la commune de Peyssies.

### Héraldique
| Blason de Montgazin | Blason  | Tiercé en pairle renversé: au 1 de gueules à une croix cléchée, vidée et pommetée de douze pièces d'or, au 2 d'or à une roue de sainte Catherine de gueules brisée en chef à senestre, au 3 de sinople à sept épis de blé d'or, ordonnés en éventail, empoignés et liés du même. |
| Blason de Montgazin | Détails | Créé par JF Binon. Blason sur le site de la Communauté de Communes Volvestre, 2025. |

## Économie

### Revenus
En 2018  (données Insee publiées en septembre 2021), la commune compte 70 ménages fiscaux, regroupant 175 personnes. La médiane du revenu disponible par unité de consommation est de 27 980 € (23 140 € dans le département).

### Emploi
|                | 2008  | 2013   | 2018  |
| -------------- | ----- | ------ | ----- |
| Commune        | 4,6 % | 10,2 % | 6,2 % |
| Département    | 7,7 % | 9,6 %  | 9,3 % |
| France entière | 8,3 % | 10 %   | 10 %  |

En 2018, la population âgée de 15 à 64 ans s'élève à 125 personnes, parmi lesquelles on compte 79,5 % d'actifs (73,2 % ayant un emploi et 6,2 % de chômeurs) et 20,5 % d'inactifs,. Depuis 2008, le taux de chômage communal (au sens du recensement) des 15-64 ans est inférieur à celui de la France et du département.
La commune fait partie de la couronne de l'aire d'attraction de Toulouse, du fait qu'au moins 15 % des actifs travaillent dans le pôle,. Elle compte 19 emplois en 2018, contre 20 en 2013 et 20 en 2008. Le nombre d'actifs ayant un emploi résidant dans la commune est de 91, soit un indicateur de concentration d'emploi de 21,3 % et un taux d'activité parmi les 15 ans ou plus de 63,6 %.
Sur ces 91 actifs de 15 ans ou plus ayant un emploi, 14 travaillent dans la commune, soit 16 % des habitants. Pour se rendre au travail, 89 % des habitants utilisent un véhicule personnel ou de fonction à quatre roues, 3,7 % les transports en commun, 1,2 % s'y rendent en deux-roues, à vélo ou à pied et 6,1 % n'ont pas besoin de transport (travail au domicile).

### Activités hors agriculture
13 établissements sont implantés  à Montgazin au 31 décembre 2019.
Le secteur de l'industrie manufacturière, des industries extractives et autres est prépondérant sur la commune puisqu'il représente 23,1 % du nombre total d'établissements de la commune (3 sur les 13 entreprises implantées  à Montgazin), contre 5,7 % au niveau départemental.

### Agriculture
|               | 1988 | 2000 | 2010 | 2020  |
| ------------- | ---- | ---- | ---- | ----- |
| Exploitations | 10   | 9    | 4    | 5     |
| SAU (ha)      | 538  | 467  | 569  | 1 319 |

La commune est dans le Volvestre, une petite région agricole localisée dans l'est du département de la Haute-Garonne, constituée de collines de terrefort à fortes pentes autrefois consacrées à l’élevage s’orientent aujourd’hui vers les grandes cultures. En 2020, l'orientation technico-économique de l'agriculture  sur la commune est la culture de céréales et/ou d'oléoprotéagineuses. Cinq exploitations agricoles ayant leur siège dans la commune sont dénombrées lors du recensement agricole de 2020 (dix en 1988). La superficie agricole utilisée est de 1 319 ha,,.

## Pour approfondir